# Polieucto de Constantinopla
Polieucto (en griego: Πολύευκτος, fallecido el 16 de enero de 970) fue el patriarca ecuménico de Constantinopla (956-970). Su festividad religiosa se celebra el 5 de febrero.

## Historia
Polieucto pasó de ser un simple monje al patriarcado en 956, como sucesor del príncipe imperial Teofilacto Lecapeno, y permaneció en el trono patriarcal en Constantinopla hasta su muerte el 16 de enero de 970. Por su gran mente, celo por la Fe y el poder de la oratoria, fue llamado un «segundo Juan Crisóstomo».
Aunque Constantino VII le dio su puesto, no le mostró mucha lealtad. Comenzó por cuestionar la legitimidad del matrimonio de los padres de Constantino y luego llegó a restaurar el buen nombre del patriarca Eutimio, que se había opuesto tan enérgicamente a esa unión.
La princesa rusa santa Olga llegó a Constantinopla en la época del patriarca Polieucto durante el reinado del emperador bizantino Constantino VII, y fue bautizada allí en 957. El patriarca la bautizó y el emperador fue su padrino. San Polieucto profetizó: 

Bendita tú entre las mujeres rusas, porque deseaste la luz y desechaste las tinieblas; los hijos de Rusia te bendecirán hasta la última generación.

Elevó al obispo Pedro de Otranto (958) a la dignidad de metropolitano, con la obligación de establecer el rito griego en toda la provincia; el rito latino se introdujo nuevamente después de la conquista normanda, pero el rito griego se mantuvo en uso en varios pueblos de la arquidiócesis y de sus sufragáneos, hasta el siglo xvi.
Aunque había apoyado su ascenso al trono, contra las maquinaciones de José Bringas, Polieucto excomulgó a Nicéforo II por haberse casado con Teófano alegando que había sido el padrino de uno o más de sus hijos. Anteriormente había rehusado la comunión de Nicéforo durante todo un año por el pecado de haber contraído un segundo matrimonio. La primera esposa de Nicéforo había muerto varios años cuando se casó con Teófano, pero en las opiniones religiosas predominantes en el Imperio romano de Oriente, especialmente en el siglo x, volver a casarse después de la muerte de la primera esposa era un pecado que solo se toleraba a regañadientes.
Excomulgó a los asesinos del emperador Nicéforo II y se negó a coronar al nuevo emperador Juan I Tzimisces, sobrino del difunto emperador (y uno de los asesinos) hasta que castigó a los asesinos y exilió a su amante, la emperatriz Teófano, quien supuestamente organizó el asesinato de su esposo.